# Toleranční modlitebna na Hořením Konci
Toleranční modlitebna "na Hořením Konci" je evangelický kostel v Libštátu s prvky venkovského baroka. 

## Historie

### Před tolerančním patentem
Evangelická tradice v Libštátě byla, podobně jako třeba v Křižlicích či Jilemnici, velmi silná. Ačkoliv byli majitelé Libštátu často katolíci (postavili se například proti králi Jiřímu z Poděbrad), evangelicismus se zde uchytil. V průběhu 16. století se sem dostala i Jednota bratrská. V roce 1546 požádal král Ferdinand I. zdejší šlechtu o pomoc ve Šmalkaldské válce, dočkal se odmítnutí od Adama z Vartenberka, majitele Libštátu. Roku 1624 (majitelem panství byl Albrecht z Valdštejna) vydal komisař pro věci duchovní Jan Ctibor Kotva z Freifelsu nařízení, které vypovídalo všechny nekatolické duchovní z panství. Protestantství se zde však udrželo díky malému počtu katolických kněží a relativní blízkosti protestantského Slezska. V této době také registrujeme velký počet emigrací z Libštátského území.

### Výstavba modlitebny
Po vyhlášení Tolerančního patentu Josefa II. v roce 1781 se většina evangelíků (117 rodin) přihlásila k helvetskému (reformovanému) vyznání, několik rodin k vyznání luterskému. Roku 1783 přichází do Libštátu první evangelický farář helvetského vyznání Jan Csomor. Základní kámen modlitebny byl položen 19. července 1786.  Stavba se mohla realizovat nejen díky přispění a nasazení jednotlivých členů libštátské církevní obce, nýbrž i díky velkorysému přispění vrchnosti. Hrabě Trautmannsdorf daroval 30 kmenů jedlí. Kameny na zdivo lidé lámali sami. Stavba byla slavnostně vysvěcena 17. června 1787.

### Další fungování
Roku 1789 byla za přičinění místních evangelíků vystavěna skromná fara vedle kostela. V roce 1794 zakoupil helvetský sbor pozemek vedle fary o výměře cca pěti korců za 100 Zlatých. Tuto částku zapůjčil Jiří Opočenský, významný libštátský evangelík.
Během dvacátých let 19. století bylo ukončeno společné užívání modlitebny mezi protestanty augšpurského vyznání a helvetského vyznání. Ti si pak postavili vlastní modlitebnu roku 1842. Roku 1828 byla přestavěna a rozšířena fara, opět díky daru hraběte Trautmannsdorfa. Další velké opravy fary se konaly v roce 1853. Roku 1856 byl založen hřbitov vedle modlitebny. Po příchodu faráře Havelky, bylo do fary v prvních osmi letech investováno 1 540 Zlatých. Roku 1914 byla postavena nová, současná farní budova. 
Po vzniku Českobratrské církve evangelické (ČCE) v roce 1918 se oba sbory spojily a od té doby se bohoslužby konají jen v modlitebně, původně postavené pro věřící helvetského vyznání. Po církvi se traduje událost z roku 1975, kdy v Libštátě působil vikář Petr Brodský. Počátkem února tohoto roku se zde sešla neformální skupina kazatelů a přátel, kteří byli komunistickému režimu zvlášť nepohodlní. Faru obklíčila policie, všichni účastníci byli legitimováni a vyzváni k rozchodu. Vikář Petr Brodský byl po tomto incidentu nucen z Libštátu odejít a ztratil souhlas k výkonu duchovenské služby
Modlitebna se zvonicí a hřbitovem je památkově chráněna a v roce 2001 byla prohlášena kulturní památkou. V současné době se pro potřeby evangelíků používá evangelický kostel v Libštátu.

## Seznam farářů

### Evangeličtí faráři
- Jan Csomor (Czomor Jánoš) (1783-1800)
- Ján Kazay (1800-1803)
- Štěpán Gaál (1803-1804)
- Ján Szantay (1804-1807)
- Václav Francouz (1808-1815) - první farář českého původu
- Benó Kiss (1815 - 1826)
- Karel Nagy (1827 - 1830)
- Josef Nosek (1830 - 1841)
- Jan Šolín Ledecký (1842 - 1844)
- Josef Štorch (1844 - 1853)
- Josef Šiller (1853 - 1859)
- Daniel Nešpor (1861 - 1864)
- Emanuel Havelka (1864-1911)
- Prof. Slavomil C. Daněk (1910 - 1921)[8]

### Faráři ČCE
- Petr Marušiak (1921 - 1928)
- Jaroslav Kučera (1928 - 1945)
- Miloslav Bohatec (1945 - 1950)
- Jan V. Klas (1950 - 1971)
- Petr Brodský (1973 - 1975)
- Jaroslav Nečas (1975 - 1984)
- Michael Hána (1985 - 1994)
- Blahoslav Matějka (1995 - 2002)
- Filip Susa (2002 - 2011)
- Blahoslav Matějka (2011 - 2015)
- Petr Hudec (od 2015)